# Vilcún
Vilcún – miasto w Chile, w regionie Araukania, w prowincji Cautín.